# Alessandro Peretti di Montalto
Alessandro Damasceni Peretti di Montalto (Montalto delle Marche, 1571 - 1623) foi um cardeal italiano.

## Biografia
Era filho de Fabio Damasceni e Maria Felice Mignucci Peretti, sobrinha do papa pelo lado materno. Como o seu tio-avô antes dele, foi conhecido como "Cardeal de Montalto". As suas principais obras como patrono e mecenas são a Villa Lante em Bagnaia, onde contribuiu para os jardins com um pavilhão e a igreja (não a sua fachada) de Sant'Andrea della Valle em Roma, (iniciada em 1591), onde Carlo Maderno construiu entre 1608 e 1621 a segunda maior cúpula de Roma, paga pessoalmente pelo cardeal Montalto.
Recebeu o título do seu tio Felice Peretti após este ter sido eleito papa, como Papa Sisto V em 24 de abril de 1585, no consistório de 13 de maio seguinte; o cardeal Montalto tinha então 14 anos. A República de Veneza inscreveu-o no Libro d'Oro como patrício de Veneza no mesmo ano. Embora fosse governante permanente de Fermo no ano seguinte, e frequentemente legado papal em Bolonha, só foi feito bispo em 1620, quando se tornou cardeal-bispo de Albano. Serviu ainda como Vice-Chanceler Apostólico (1589-1623) e "Cardeal Protetor do Reino da Polónia" (nomeado em 30 de setembro de 1589 pelo rei Sigismundo III Vasa) e protetor de várias ordens religiosas.
O seu busto, esculpido por Gian Lorenzo Bernini está na Hamburg Kunsthalle. Os livros do cardeal que chegaram até hoje mostram o orgulho na sua relação com o papa através de elaborados livros de armaria.
O cardeal Montalto era tio de Francesco Peretti di Montalto (1595‑1653), também elevado a cardeal em 1641.